# Prvi splitski partizanski odred
Prvi splitski partizanski odred (ili Prvi splitski odred) je ime za skupinu dragovoljaca - komunista iz Splita koji su se u kolovozu 1941. pokušali prebaciti iz grada Splita na Dinaru gdje su se (kako je bilo planirano) trebali priključiti drugim partizanskim postrojbama.

### Ratne prilike i pripreme za ustanak
Travanjski rat 1941. i propast Kraljevine Jugoslavije u Splitu je značio dolazak okupacijske talijanske vojske, aneksiju Splita i velikog dijela Dalmacije Kraljevini Italiji. Nakon njemačkog napada na Sovjetski savez, komunisti cijele Europe su pozvani na ustanak i otpor Njemačkoj i njezinim saveznicama. U skladu s pozivom Komunističke partije o oružanoj borbi, u Splitu se ubrzano pripremao oružani otpor. Još nekoliko mjeseci ranije, u kratkotrajnom Travanjskom ratu bilo je prikupljeno ponešto oružja, a tajno su se organizirale i udarne grupe. Zbog upornog traženja od strane vodstva KP Hrvatske, hitno se po dalmatinskim gradovima formiraju borbeni odredi sa zadatkom da se u što kraćem roku prebace na teritorij u zaleđu Dalmacije. Iako je Pokrajinski komitet za Dalmaciju na čelu s Vickom Krstulovićem smatrao da je zadani vremenski rok prekratak i da bi loša organizacija prebacivanja u zaleđe mogla biti pogubna, 11. kolovoza 1941. godine iz Splita kreće odred dragovoljaca.
Iz središnjice KPH poslani su u Dalmaciju ključni organizatori komunističkog pokreta otpora Pavle Pap Šilja i Mirko Kovačević Lala. Stigli su skupa iz Zagreba Kovačević i Pavle Pap Šilja u Dalmaciju početkom kolovoza 1941. kao delegati Centralnog komiteta KPH. Zadaća im je bila ubrzati prelazak s diverzantskih akcija na oružani ustanak. 7. kolovoza 1941. održan je sastanak Pokrajinskog komiteta KPH za Dalmaciju na kojem je određen trodnevni rok za stvoriti sedam partizanskih odreda i te prebaciti ih u Liku i Bosnu. Zadaća je obavljena od 8. do 14. kolovoza 1941., a uz Splitski, stvoreni su Šibenski, Vodičko-zatonski, Primoštensko-krapanjski, Solinski, Trogirski i Sinjski partizanski odred.
Odluka i plan PK KPH bio je da partizanski odredi krenu s područja okupljanja i otpremanja u nedjelju navečer 10. kolovoza 1941. Uvjeti su bili vrlo nepovoljni, teško je bilo očuvati tajnost, svi su kasnili s dolaskom i otpremanjem u "rajone okupljanja". Kod Kaštelansko-trogirskog odreda bilo je kolebanja, i uz vremensku stisku odlučeno je da pomaknuti polazak za dan poslije, oko 21 sat. Čekalo se je trogirske dobrovoljce, koji su oklijevali.

### Ratni put
Sastavljeni odred imao je tri voda po 22 borca, ukupno 66. Zapovjednik je bio Đordano Borovčić-Kurir, komesar Alfred Santini, a zapovjednici vodova: I. – Andro Račić, II. – Tomo Blašković, III. - Mate Šarić. Mirko Kovačević Lala pošao je s njima kao zapovjednik svih partizanskih odreda u Dalmaciji. Većina pripadnika bila je iz RNK Splita. Okupili su se na mjestu na Plokitama otkamo su pošli u zaleđe. Pošli su ka Kučinama, preko Mosora uz Kotlenice ka istočnim zaseocima Dicma. Trebali su predaniti u skrovištu. Prema planu su se u noći 12. na 13. kolovoza, Splitski i Solinski odred skupa trebali poći ka Sinjskom polju i uz prihvat Sinjskog partizanskog odreda prijeći Cetinu i stići na područje Kamešnice. Zbog neiskustva, loših uvjeta, vremenske stiske, teškoće očuvanja tajnosti akcije, pogotovo kod Splitskog odreda, stvari su kasnile. Loš početak odlaska splitskog partizanskog odreda u zaleđe nagovještavao je loš završetak. Cijelo su vrijeme imali su probleme s vodičima. 11. kolovoza Splitski se je partizanski odred zaputio u Zagoru, ali ne u punom sastavu, jer se je drugi vod izgubio te su ga 1. i 3. vod čekali dva sata. Zato je 2. vod rasformiran. Put su nastavila 44 borca.
Umjesto jedne noći na padinama Mosora, marširali su dvije noći. Našli su se prikriveni u pošumljenoj ogradi blizu zaseoka Hercegovaca gdje su predanili. Ostali su odsječeni od ostalih odreda s kojima su se morali susresti. Sami su morali donositi odluke kako dalje. U noći 13./14. kolovoza pošli su danim pravcem, stranputicama Kamešnice ka Košutama ka Cetini.
Dva dana su napredovali prema cilju na Dinari, krećući se uglavnom noću. Na brzinu obavljene pripreme i loša organizacija pokazale su se u trenutku kada se nisu našli s vodičima koji su ih trebali voditi. Odlučili su nastaviti dalje, iako nisu imali zaliha. Trećeg dana, 14. kolovoza došli su do sela Košute nadomak Trilja. Upali su, po nekima, u talijansko-ustašku zasjedu, no drugi izvori opisuju slučajni susret s ustašom ili seljakom, iz čega je nastala oružana čarka, dok treći izvori navode da je ustaški glavar Košuta, s članovima milicije otvorio paljbu na izvidnicu Odreda.
Tijek događaja bio je sljedeći. 14. kolovoza stigli su iznad sela Košuta umorni, izgladnjeli, izranavljenih stopala zbog neprikladne obuće, i bez opskrbe vodom koju su svu potrošili. Dvojica iz odreda, Vladimir Marković Inđo i Veljko Neškovčin su pošli u izvidnicu u selo i po opskrbu namirnicama i pićem, ali su ih seljani dočekali s nepovjerenjem. Izašli su iz sela, ali ih je jedan seljak dočekao uperene puške, na što su Marković i Neškovčin zapucali. Pucnjava je privukla ostale seljake, ustaške i talijanske postrojbe i izbila je borba. Kovačević je poginuo među prvima, što je utjecalo na moral boraca. Pucnjava je privukla talijanske Crne košulje iz Sinja s mitraljezom, hrvatske domobrane, oružništvo iz obližnjeg Trilja, a onda su stigle motorizirane ustaške i talijanske postrojbe iz Sinja.
Bitka je trajala cijeli dan. 
Odmah u početku je poginuo zapovjednik odreda Mirko Kovačević Lala, što je utjecalo na moral boraca. Dolaskom noći, odred kreće u proboj. Jedan dio boraca se uspio spasiti, a drugi dio je bio zarobljen. 
Na mjestu kreševa uz Kovačevića poginula su još trojica boraca. Prilikom zarobljavanja ubijena su još tri borca. Poginuli su Vinko Blaić, Ante Brajčić, zapovjednik 1. voda Andro Račić Latiša, zapovjednik 3. voda Mate Šarić, Ivan Uvoda i Ljubo Zorica. Ukupno su zarobljena 25 boraca, među njima teško ranjeni Vinko Paić-Ožić. Iz borbe se probojem iz obruča uspjelo spasiti 13 boraca, koji su se vratili u Split: Tonči-Trobo Alfirević, Ante Anđelić, Andrija Bužančić, Mate Hajduković, Josip Jadrić, Ivan-Iso Jukić, Vladimir Inđo Marković, Svemir Matutinović, Veljko Neškovčin, Paško Srdelić, Veljko Subota, Nenad Vukadin i Božo Šarić.

### Zatvor, suđenje i strijeljanje
Svi zarobljenici su sprovedeni u zatvor u Sinj. U njemu su proveli vrijeme do strijeljanja. Zatvor je bio improviziran. Nalazio se je pod liticom Kamička. Pod je bio zemljan. Ukupno su boravili punih 12 dana i noći. Bili su vezani lancima, ispitivani i tučeni od ustaša, batinaša, zlostavljani, tučeni motkama, drvenim i željeznim štapovima, pendrecima, čizmama i šakama. U zatvoru je od batinanja umro Vinko Paić-Ožić koji je iskrvario iz rana. Za potrebe suđenja u Sinj je došao specijalni sud.  U Sinju je suđeno borcima od specijalnog suda koji je došao iz Mostara.
25. kolovoza 1941.  Kraljevska Prefektura Split uputila je molbu zapovjedništvu 6. talijanskog armijskog korpusa, da dvojicu zarobljenih partizana Prvog splitskog odreda, Alfreda Santinija i Antu Delića, prebace u splitski policijski zatvor radi ispitivanja od političke policije.
Suđenje pred Prijekim sudom bilo je kratko. Tri borca Splitskog partizanskog odreda su pomilovana i oslobođena: Jerko Čerina, Martin Gabričević i Nikola Matković. Proglašeni su krivim i na smrt osuđeni te strijeljani 26. kolovoza 1941. godine na predjelu Ruduši pored Sinja:
- 21 borac Splitskog partizanskog odreda: zapovjednik odreda Bruno-Đordan Borovčić-Kurir, politički komesar odreda Alfred Santini, Ivan Antonini, Nebojša Borozan, Mirko Dujmić, Branko Duplančić, Dušan Frua, Petar Jelaska, Jozo-Josip Krstulović, Jozo-Josip Markotić, Ivan Marković, Marin Matković, Vjekoslav Ozretić, Josip-Jozo Petrić, Ante Popović, Josip Radetić, Dragutin Rogulj, Tadija Škopljanac, Ante Torkar, Davor Urlić i Ante Zelić.
- 2 borca Solinskog partizanskog odreda: Ante Katić i Ante Čerina-Tonko; nisu bili na mjestu boja, ali su bili zatvoreni zajedno sa Splićanima u Sinju
- seljak Šimun Stojanac iz Dicma koji je optužen da je dostavljao oružje solinskim partizanima.

## Spomenici
Na mjestu na Plokitama gdje su se okupili borci pred polazak postavljena je 11. kolovoza 1981. spomen-ploča.
Grobovi poginulih u Košutama i strijeljanih u Ruduši su u spomen-kosturnici (dio partizanskog Spomen-groblja palim borcima Splita) u pećini na Lovrincu, zajedničkoj grobnici s posmrtnim ostatcima 122 poginula ili pogubljena borca.
Na brijegu južno od ceste Sinj - Trilj u mjestu kobnog okršaja podignut je Spomenik borcima Prvog splitskog partizanskog odreda, djelo arhitekta Vuke Bombardellija.
Jedna je splitska ulica u doba socijalističke Jugoslavije nosila ime po Splitskom odredu i nadnevku bitke 14. kolovoza te jedna osnovna škola s eje zvala po Splitskom odredu.